# Чибирь (река)
Чибирь — река в России, протекает в Краснобаковском районе и Городском округе Семёновский Нижегородской области. Устье реки находится в 4,2 км по правому берегу реки Чёрная. Длина реки составляет 20 км, площадь водосборного бассейна 53,9 км².
Исток реки у деревни Чибирь близ одноимённой ж/д станции. Река течёт на юго-запад, впадает в Чёрную восточнее деревни Хвойное.

## Данные водного реестра
По данным государственного водного реестра России относится к Верхневолжскому бассейновому округу, водохозяйственный участок реки — Волга от устья реки Ока до Чебоксарского гидроузла (Чебоксарское водохранилище), без рек Сура и Ветлуга, речной подбассейн реки — Волга от впадения Оки до Куйбышевского водохранилища (без бассейна Суры). Речной бассейн реки — (Верхняя) Волга до Куйбышевского водохранилища (без бассейна Оки).
По данным геоинформационной системы водохозяйственного районирования территории РФ, подготовленной Федеральным агентством водных ресурсов:
- Код водного объекта в государственном водном реестре — 08010400312110000034608
- Код по гидрологической изученности (ГИ) — 110003460
- Код бассейна — 08.01.04.003
- Номер тома по ГИ — 10
- Выпуск по ГИ — 0